# Велниця (Великопольське воєводство)
Велниця (пол. Wełnica) — село в Польщі, у гміні Ґнезно Гнезненського повіту Великопольського воєводства.
Населення — 479 осіб (2011).
У 1975-1998 роках село належало до Познанського воєводства.

## Демографія
Демографічна структура станом на 31 березня 2011 року:
|          | Загалом | Допрацездатний вік | Працездатний вік | Постпрацездатний вік |
| -------- | ------- | ------------------ | ---------------- | -------------------- |
| Чоловіки | 221     | 59                 | 150              | 12                   |
| Жінки    | 258     | 70                 | 162              | 26                   |
| Разом    | 479     | 129                | 312              | 38                   |